# Самуель Рейнер

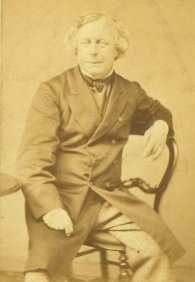
Самуель Рейнер, портрет невідомого автора

Самуе́ль Ре́йнер — (англ. Samuel Rayner, нар. 1843— пом. 1894) — британський художник-пейзажист, відомий своїми картинами із зображенням будинків і інтер'єрів, включаючи монастирі, церкви і старі особняки.
Народився в Кольнбруці в Букингемширі. Пізніше його сім'я переїхала в Мерілебон в Лондон е, де він, імовірно, учився у свого діда. У 15 років він був рисувальником у антиквара Джона Бріттон (John Britton). Тоді ж його вперше прийняли на виставку Королівської академії мистецтв з зображенням монастиря Мальмсбері. Його однокурсником в Академії був Джордж Каттермол (George Cattermole).
У 1824 році одружився з Енн, до шлюбу Мансер, старшою на чотири роки і вже відомою як художниця і граверка. Вони мали шестеро дітей (син і п'ять дочок: Луїза, Енн («Nancy», Ненсі), Маргарет, Роза, Францис і Річард), які теж стали професійними художниками.

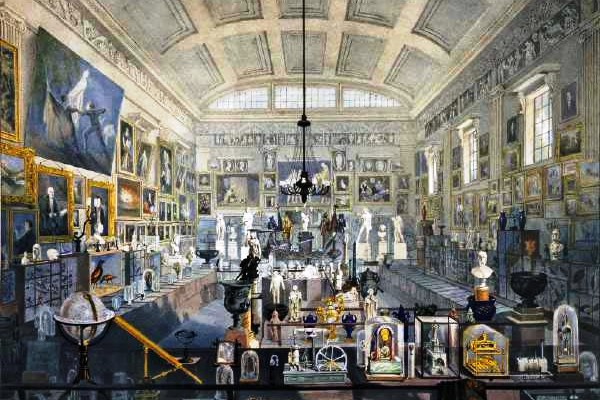
Перша виставка в Дербі

Самуель був обраний співробітником Товариства художників-акварелістів (Society of Painters in Water Colours) в 1845 році, але був виключений з товариства в 1851 році після фінансового скандалу. Деякі з його робіт можна побачити в Музеї і художньої галереї Дербі, зокрема замальовку першої виставки в Дербі 1839 року.